# Свето
Свето (словен. Sveto) — поселення в общині Комен, Регіон Обално-крашка, Словенія. Висота над рівнем моря: 311,4 м.